# Nokia C7-00
Nokia C7 este un telefon mobil dezvoltat de compania finlandeză Nokia. Rulează sistemul de operare Symbian^3 și se bazează pe platforma S60. Are un ecran AMOLED tactil capacitiv de 3,5 inchi, cameră foto de 8 megapixeli și slot microSDHC. C7 oferă Bluetooth 3.0, NFC, micro-USB 2.0 și Wi-Fi 802.11 b/g/n. Memoria internă este de 8 GB.

## Design
Șasiu principal este realizat din material plastic cu un finisaj mat. În partea de sus se află butonul de alimentare, mufa audio de 3,5 mm și portul microUSB. Pe partea dreaptă este butonul de declanșare aparatului de fotografiat, blocare a cursorului, controlul volumului și butonul de comandă vocală.

## Multimedia
C7 are o cameră de 8 megapixeli cu rezoluția de 3264 x 2448 pixeli, focalizare automată și bliț LED dublu.
Înregistrarea video suportă 720p cu 25 de cadre pe secundă și stabilizator video. Camera frontală este VGA și se poate folosi pentru apeluri video și autoportrete. Dispune de radio FM stereo cu RDS. C7 suportă formatele audio MP3/WMA/WAV/eAAC+, iar Real Player suportă formatele video DivX/XviD/MP4/H.264/H.263/WMV.

## Conectivitate
Navigatorul se bazează pe Flash Lite 4.0. Nokia C7 are Bluetooth 3.0 cu A2DP, Wi-Fi 802.11 b/g/n, micro-USB 2.0 și Near Field Communication. C7 suportă GPRS, EDGE, HSDPA sau HSUPA. Are un receptor GPS integrat cu suport A-GPS și aplicația Ovi Maps 3.0. Clientul de e-mail suportă Windows Live, Gmail și Yahoo! și Mail for Exchange.